# Nicholas Jacquier

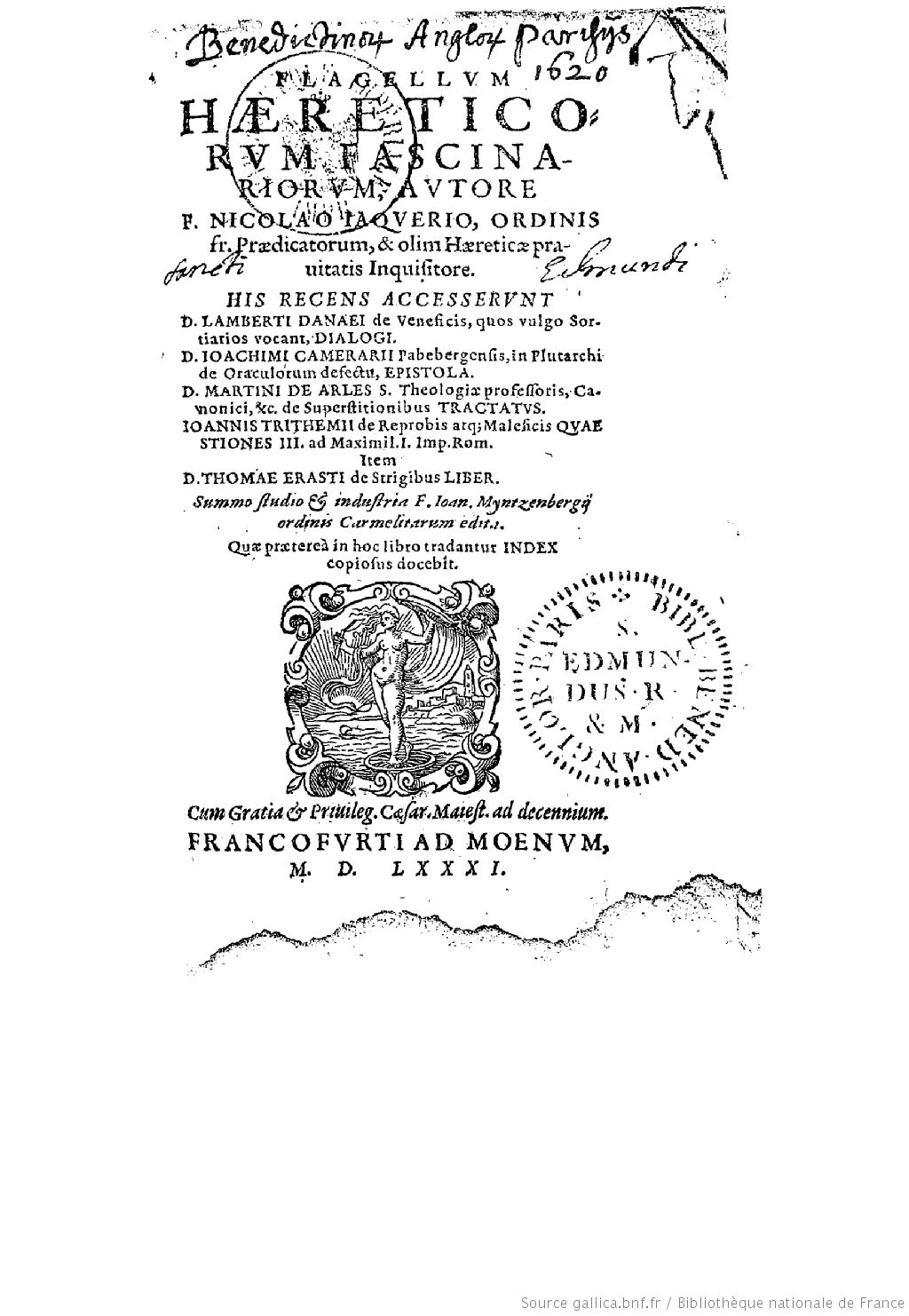
Strona tytułowa Flagellum Haereticorum Fascinariorum (wydanie z 1581 roku)

Nicholas Jacquier (ur. 1410, zm. 1472 w Lille) – francuski dominikanin i inkwizytor. 
Pełnił funkcję inkwizytora w belgijskiej miejscowości Tournai (1465) oraz w położonym na północny Francji Lille (1468-1472). W roku 1466 występował przeciwko Husytom w Czechach. Zajmował się także demonologią. Stawiano go na równi z innymi późniejszymi demonologami francuskimi - Jeanem Bodinem i Nicholasem Rémim.
Jacquier uznawał czarnoksięstwo za nową odmianę herezji. Był jednym z pierwszych inkwizytorów odrzucających tezy zawarte w Canon Episcopi, m.in. o nierealności sabatów czarownic. 
Jego najsłynniejszym dziełem był ukończony w 1458 roku Bicz heretyckich związków. Piętnował w nim duchownych, którzy uważali, że oskarżenia o czary oparte są na całkowicie urojonych zarzutach. Do sekty czarowników należały według niego nie tylko kobiety, ale też mężczyźni (w tym księża i zakonnicy), którzy oddawali cześć diabłu i składali ofiary demonom.

## Wybrane dzieła
- Tractatus de Calcatione Demonum (1452) - traktat skierowany przeciwko sektom heretyckim.
- Flagellum Haereticorum Fascinariorum (tłum. Bicz heretyckich związków)[2] (1458) - traktat skierowany przeciwko czarownicom, zwalczał poglądy zawarte w Canon Episcopi.